# کسی (خواننده)
کسی (به انگلیسی: Kassy) با نام اصلی کیم سو-یون (به انگلیسی: Kim So-yeon) (زاده ۶ اکتبر ۱۹۹۵) خواننده، ترانه‌سرا و رپر اهل کره جنوبی است.